# Saint-Martin-des-Tilleuls
Saint-Martin-des-Tilleuls – miejscowość i gmina we Francji, w regionie Kraj Loary, w departamencie Wandea.
Według danych na rok 1990 gminę zamieszkiwało 719 osób, a gęstość zaludnienia wynosiła 51 osób/km² (wśród 1504 gmin Kraju Loary Saint-Martin-des-Tilleuls plasuje się na 716. miejscu pod względem liczby ludności, natomiast pod względem powierzchni na miejscu 819.).